# Oriol Ferran i Riera
Oriol Ferran i Riera (Arenys de Mar, 1965) és un periodista, activista cultural i polític. Va ser Secretari de Telecomunicacions i Societat de la Informació de la Generalitat de Catalunya en el govern de Pasqual Maragall. El 2004 va ser nomenat Secretari de Telecomunicacions i Societat de la Informació de la Generalitat de Catalunya. Va preparar un Pla de desplegament de telecomunicacions i va treballar en l'impuls del programari lliure. Va deixar el càrrec el maig de 2006. A les eleccions municipals de 2007 va ser cap de llista de la candidatura d'ICV a l'Ajuntament d'Arenys de Mar i va exercir de regidor d'Educació, Infància i Joventut.
Els seus inicis en el periodisme van ser a Ràdio Arenys encara que l'inici de la seva carrera professional va ser al Punt Diari. Ha estat director de Ràdio Arenys en diverses èpoques. A inicis dels anys 90, va ser corresponsal del Maresme per Catalunya Ràdio i de Televisió Espanyola (TVE) i, posteriorment, redactor d'informatius a Barcelona Televisió. Va participar en l'arrencada de l'àrea d'Internet i els primers projectes digitals de Lavínia TC i des de la cooperativa Ample 24 treballa en serveis web i de comunicació per ajuntaments. També participa en diversos projectes d'activisme digital: va impulsar Arenys.org. i la comunitat dels arenyautes. Va impulsar i participar en la creació d'una xarxa comunitària sense fils (wi-fi)  a Arenys de Mar. El 2014 va posar en marxa Crea't Edicions un nou projecte cultural que va iniciar el seu camí amb l'edició del llibre Sobirania.Cat de Saül Gordillo. En paral·lel, des de 2014, és al capdavant del projecte El Moll que, des del port d'Arenys, treballa en la conservació del patrimoni marítim i la promoció de la navegació clàssica i tradicional